# Sgt. Pepper's Lonely Hearts Club Band
Sgt. Pepper's Lonely Hearts Club Band es el octavo álbum de estudio de la banda de rock, The Beatles, Publicado el 26 de mayo de 1967 por Parlophone.Es a menudo citado por la crítica como su mejor obra y el disco más importante de todos los tiempos. Continuando con la maduración artística de la banda vista en Revolver (1966), se alejó bastante del pop rock convencional de la época e incorporó elementos poco comunes y muy divergentes entre sí a su música, como música hindú, música psicodélica, music hall, e influencias sinfónicas. Se dice que este álbum es una respuesta al aclamado Pet Sounds del grupo The Beach Boys publicado en 1966, y considerado por la crítica como superación por excelencia al dicho álbum.
Durante las sesiones de Sgt. Pepper's, la banda logró mejorar la calidad en la producción de su música, mientras que experimentaban con nuevas técnicas de grabación; entre ellas, la idea por parte del productor George Martin de incluir una orquesta. La portada del álbum, extensamente aclamada e imitada; fue diseñada por los artistas Peter Blake y Jann Haworth, a partir de un dibujo de Paul McCartney.
Pasó 27 semanas en la cima del UK Album Chart en el Reino Unido; y alcanzó el primer lugar del Billboard 200 de Estados Unidos, donde se mantuvo durante 15 semanas.
De forma fundamental, el álbum fue influyente en bandas de la escena del rock ácido y rock psicodélico estadounidense  junto con The Piper at the Gates of Dawn de Pink Floyd y el génesis de lo que hoy conocemos como álbum conceptual, que inmediatamente después de salir a la venta se convirtió en un ícono de la cultura popular y en una de las principales influencias creativas y técnicas de una enorme cantidad de artistas. La portada del álbum es considerada un obra de arte en sí misma y un hito del posmodernismo. Obtuvo también cuatro Premios Grammy en 1968, incluido el de mejor álbum del año, siendo el primer álbum de rock en conseguir este premio. Es uno de los álbumes más vendidos de la historia, con 32 millones de ventas estimadas; y también se ha convertido en el segundo álbum más vendido en la historia del Reino Unido. Innovador en muchos sentidos, desde su estructura hasta sus técnicas de grabación, fue agregado al Registro Nacional de la Grabación de la Biblioteca del Congreso de Estados Unidos por ser «cultural, histórica, o estéticamente significativo».
En 2003, Rolling Stone lo situó en el número 1 de su lista «500 Mejores Álbumes de Todos los Tiempos», mientras que en el 2020, fue colocado en el puesto 24.
En el año 2017 se hizo una remezcla ampliada del álbum que corrió a cargo del hijo de George Martin, Giles Martín.

## Antecedentes
En 1966, The Beatles estaban ya cansados de las giras y de la presión de la Beatlemanía. Durante la gira por Filipinas, el grupo fue invitado por la primera dama del país Imelda Marcos a un desayuno en el Palacio de Malacañan. La invitación fue rechazada cortésmente por el mánager del grupo Brian Epstein, debido a la política de The Beatles de no aceptar invitaciones presidenciales. Sin embargo, el régimen presidencial se ofendió bastante con este rechazo, por lo que el grupo tuvo que escapar del país en medio de disturbios.
Sumado a eso, al empezar la gira por Estados Unidos a mediados de 1966, The Beatles fueron recibidos por organizaciones religiosas extremadamente molestas, provocadas por una declaración de Lennon en marzo, en la cual este opinaba que «The Beatles eran más populares que Jesucristo», mientras que la popularidad del cristianismo estaba decayendo. El odio por The Beatles de parte de las sectas religiosas estadounidenses llegó hasta el punto de amenazar con dispararles y también quemando álbumes del grupo en las afueras de los estadios, tal como lo recordaría Lennon:

En la noche del concierto en algún lugar del sur (Memphis), alguien prendió un petardo mientras estábamos en concierto. Había amenazas de dispararnos, y el Ku Klux Klan estaba quemando nuestros álbumes afuera [...] Alguien había encendido un petardo y todos (los miembros del grupo) nos miramos [...] los unos a los otros, porque pensábamos que a alguno de nosotros nos habían disparado. Fue muy desagradable.

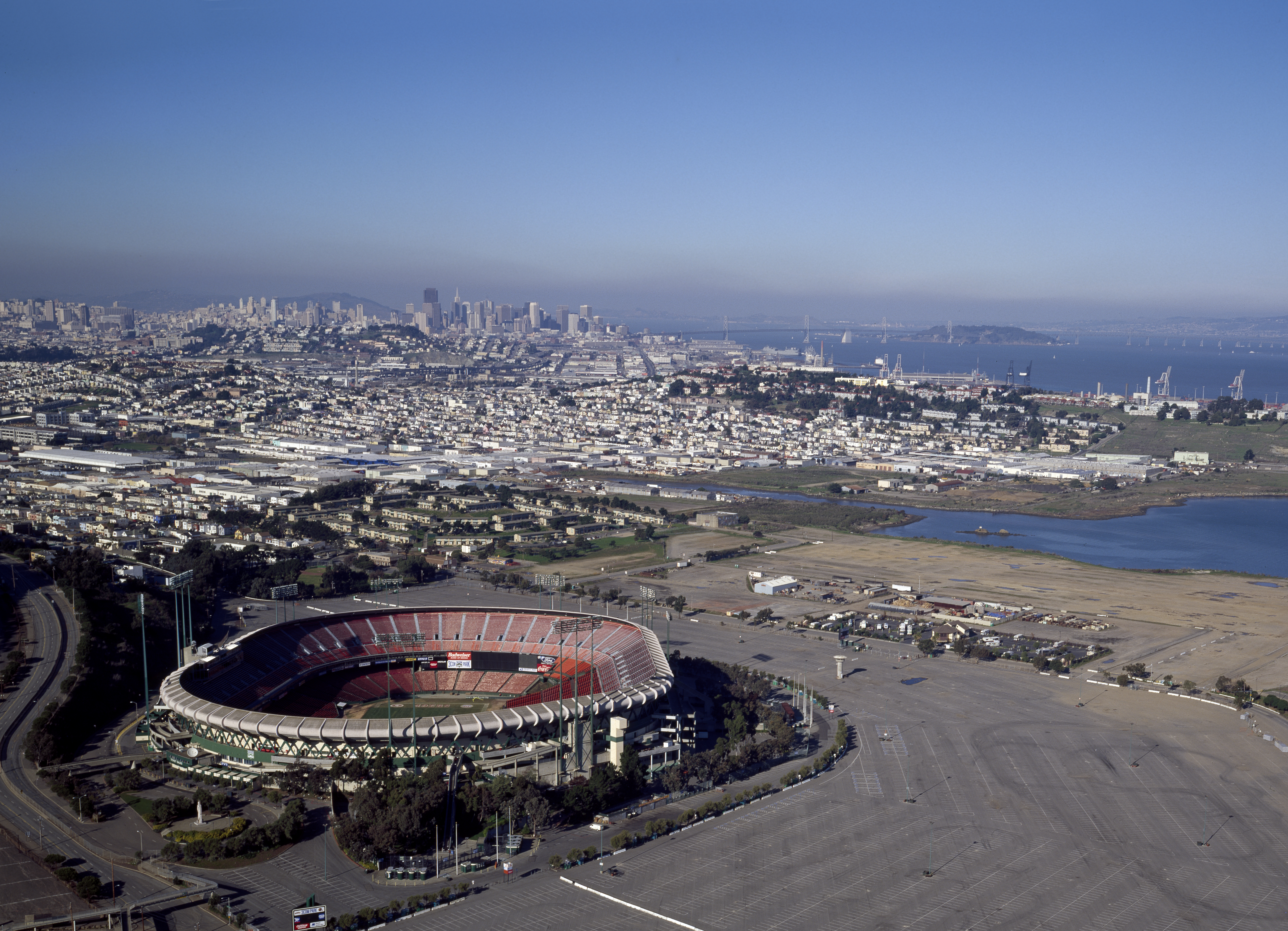
El Candlestick Park en San Francisco, lugar del último concierto oficial de The Beatles.

Debido a los escándalos vividos, al finalizar la gira de 1966 en los Estados Unidos, en un 29 de agosto de 1966, decidieron dar su último concierto oficial en el Candlestick Park en San Francisco. El distanciamiento entre el grupo y sus fanáticos aumentaba cada vez más, y Lennon comentaría:

Estamos hartos de hacer música ligera para gente ligera, y también estamos hartos de tocar para esa gente.

Incluso Paul McCartney, quien anteriormente era el más entusiasta con la gira, decidió que «ya era suficiente».
Después del retorno del grupo al Reino Unido, se originaron rumores que aseguraban que la banda había decidido separarse, aunque serían posteriormente desmentidos por Epstein. Después de eso, los cuatro Beatles se tomaron unas vacaciones de casi dos meses, en las cuales cada miembro se embarcó en sus proyectos personales; en 1966 George Harrison viajó a la India por seis semanas para perfeccionar su forma de tocar con el sitar, bajo la tutela de Ravi Shankar; mientras que McCartney y George Martin colaboraron en la banda sonora de la película Luna de miel en familia. También en el mismo año, Lennon actuó en la película Cómo gané la Guerra en Almería, España, componiendo en ese lugar los primeros versos de «Strawberry Fields Forever». Además, asistió a varias galerías de arte; de hecho, en la Galería Indica de Londres, conocería a su futura esposa Yoko Ono. El baterista Ringo Starr usó las vacaciones para pasar más tiempo con su esposa y con su primer hijo Zak.
En noviembre, durante el vuelo de retorno desde Estados Unidos hacia Londres junto con el roadie de la banda, Mal Evans, a McCartney se le ocurrió la idea de crear una banda ficticia que sustituyera a The Beatles, pero este la plasmaría en una canción. Meses más tarde, esta canción inspiraría la idea conceptual de Sgt. Pepper's Lonely Hearts Club Band. Después, cuando los cuatro miembros se juntaron en los estudios Abbey Road, fueron bastante claros con el productor George Martin:

Lennon: «Es muy simple. Estamos cansados de tocar en público. Pero esto nos da un nuevo comienzo, ¿no lo ves?».
McCartney: «No podemos estar tranquilos en escena por culpa de todos esos gritos. Tratamos de tocar canciones en directo [de Revolver], pero hay overdubs tan complicados que nunca lo pudimos hacer. Ahora podemos grabar lo que queramos, ya no nos importará que tan complicado sea. Queremos poner el listón muy alto, y hacer el mejor álbum que jamás hayamos hecho».
Lennon: «Lo que queremos decir, es que si dejamos las giras, podremos grabar música que no tendremos que interpretar en vivo, y eso significa que podemos crear algo de lo que nunca nadie ha oído hablar, un nuevo tipo de música con nuevos tipos de sonidos».

 Así que el 24 de noviembre de 1966 se dispusieron a grabar la primera canción prevista para estar en el álbum, «Strawberry Fields Forever», aunque esto no fue así, ya que esta canción sería lanzada como sencillo.

## Inspiración y concepto
Cuando The Beatles habían dejado las giras en directo, Lennon ironizó con los hechos diciendo que «envíen cuatro figuras de cera […] eso satisfará a la gente».
A principios de febrero de 1967, a McCartney se le ocurriría la idea de grabar un álbum que representara el concierto de una banda ficticia, Este alter ego de The Beatles les daría la libertad para experimentar con su música hasta el límite.
McCartney también diría que: 

Pensé, dejemos de ser nosotros. Creemos un alter ego [...] no íbamos a ser nosotros haciendo toda esa música, no íbamos a ser The Beatles, sería otra banda completamente diferente, así que fuimos capaces de perder nuestras identidades en esto.

George Martin también opinaría sobre la banda ficticia:

El Sargento Pepper no apareció hasta que estábamos en mitad de la grabación del álbum.

Era solo una canción de Paul, nada del otro mundo [...] pero cuando la terminamos, Paul dijo, '¿Por qué no hacemos el álbum como si la Banda Pepper realmente existiera, y como si el Sargento Pepper estuviera haciendo el álbum?'.

Me encantó la idea, desde ese momento el Pepper tuvo vida propia.

Estéticamente, los cuatro Beatles también cambiaron de manera radical, Cada miembro cambio absolutamente su look portando temporalmente un bigote que los caracterizó a ambos. Lennon adelgazó mucho y empezó a usar sus conocidos lentes además de cambiar su peinado a uno más corto dándole un poco de forma con el tiempo, aunque la verdad se veía más viejo y dio un cambio radical a su apariencia anterior de 1966, McCartney se cortó más el cabello y lo solía llevar despeinado además de portar su bigote aunque igualmente se le veía un poco más delgado de lo que estaba anteriormente pero lo que más se notó fue el cambio notorio de sus rasgos faciales, algo que luego se convertiría en todo un mito de Paul está muerto, Harrison se dejó crecer la cabellera y se le veía más envejecido, seguramente por sus adicciones, fue el más influenciado por la cultura hindú. Starr no cambió mucho, simplemente tenía el cabello más despeinado pero destacó igualmente su bigote que portó hasta los últimos días de la banda. Adentrándose en el papel de la banda de Sgt. Pepper's. Se habían dejado crecer las patillas y el bigote, y sus peinados cambiaron, lo cual influyó ciertamente en la cultura hippie. Los clásicos trajes que usaban, fueron reemplazados por psicodélicos uniformes militares inspirados en la época eduardiana. Según McCartney la banda fue nombrada así para «alterar nuestras identidades, liberarnos y divertirnos». Además, el nombre de Sgt. Pepper's Lonely Hearts Club Band está ligado a la tendencia estadounidense de ponerles «nombres largos» a sus grupos, como Quicksilver Messenger Service o Big Brother and the Holding Company. Por lo que sobre la base de la idea de McCartney de Sgt. Pepper's, The Beatles decidieron darle a su alter ego un «nombre largo».

### Trama
El álbum comienza con el sonido de una orquesta afinando sus instrumentos, para luego dar paso a la canción «Sgt. Pepper's Lonely Hearts Club Band», la cual presenta a la banda misma y a su líder ficticio Billy Shears (interpretado por Ringo Starr).
El roadie Neil Aspinall sugirió que esta canción funcionara como el compère del propio álbum.
Inmediatamente después de terminar la canción de obertura, suenan voces coreando el nombre de Billy Shears, dando comienzo a la canción «With a Little Help from My Friends», cantada por el mismo líder, quien responde preguntas planteadas por su propia audiencia. Un reprise de la canción que le da el título al álbum aparece como la penúltima canción del álbum, idea también concebida por Aspinall, como una especie de canción de despedida.
Sin pausa alguna, comienza el llamado clímax del álbum, «A Day in the Life». Sin embargo, la banda abandonó el concepto original exceptuando las dos primeras canciones y al reprise de la primera, por lo que la trama del álbum se termina convirtiendo en una narración enmarcada. De hecho, el propio Lennon reconoció que las canciones que escribió para el álbum no tienen nada que ver con el concepto de Sgt. Pepper's, y señaló que ninguna de las otras canciones lo hicieron, diciendo que «cualquiera de las otras canciones [de Sgt. Pepper's] podrían estar en cualquier otro álbum». A pesar de las declaraciones de Lennon, el álbum ha sido ampliamente señalado como un temprano e innovador ejemplo de un álbum conceptual.

## Grabación

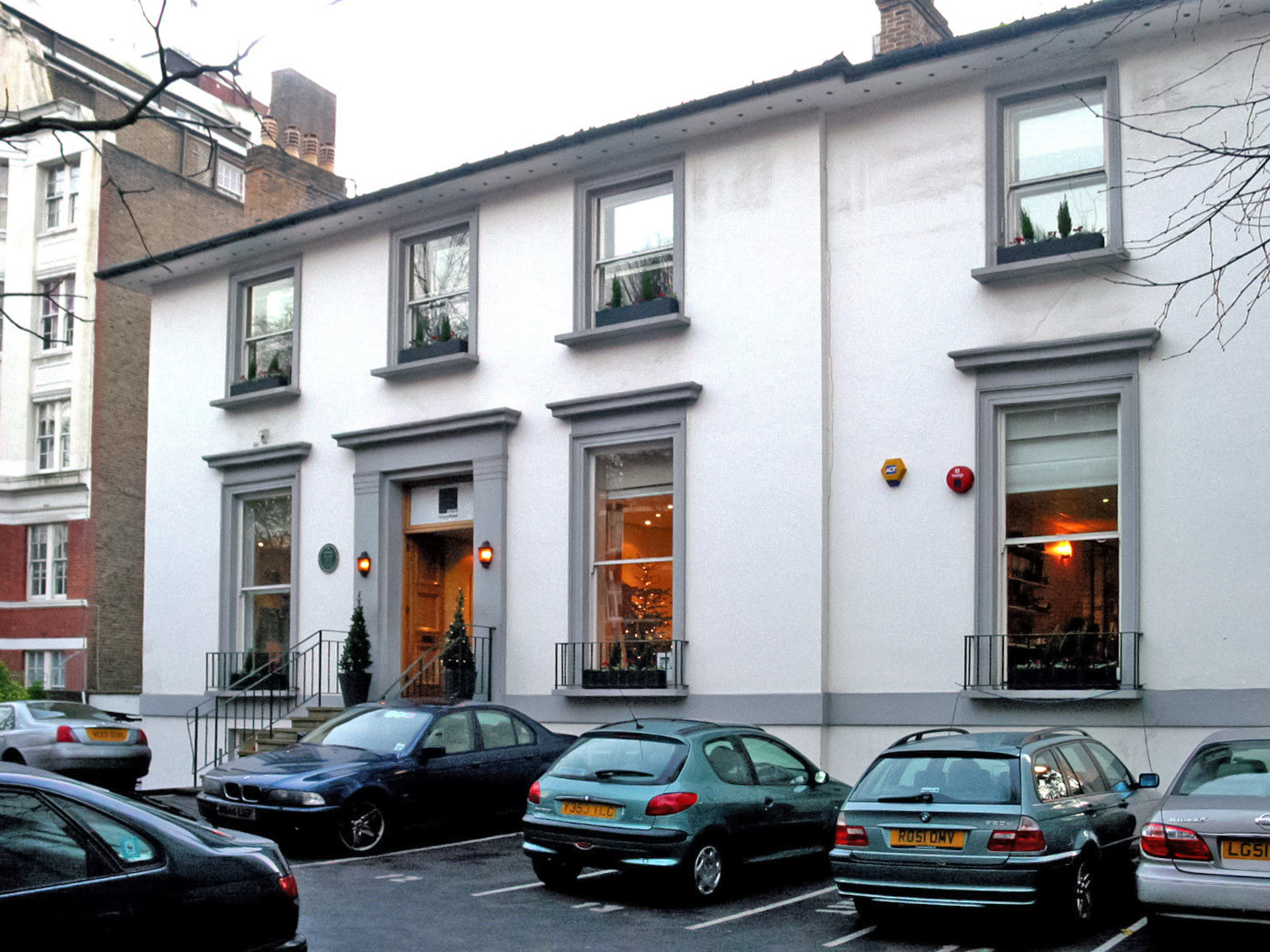
Imagen del 2005 de los Abbey Road Studios (en 1967 aún llamados EMI Studios), usado para grabar buena parte de Sgt. Pepper's.

Las sesiones de Sgt. Pepper's comenzaron a finales de noviembre de 1966 con una serie de canciones que formarían un álbum temáticamente unido por las infancias de los cuatro Beatles, concepto ideado por Lennon. El resultado inicial de estas grabaciones se convertirían en «Strawberry Fields Forever», «When I'm Sixty-Four» y «Penny Lane». Una pieza grabada entre las tomas de «Penny Lane», es «Carnival of Light». Se trata de un collage sonoro vanguardista de catorce minutos de duración aproximados, lleno de samples e instrumentos distorsionados. No obstante, «Strawberry Fields Forever» y «Penny Lane» serían lanzadas como un sencillo doble lado A en febrero de 1967, debido a que EMI estaba presionando a Martin para lanzar material nuevo. Una vez que el sencillo fue lanzado, el concepto que estaba siendo trabajado se abandonó en favor de la idea de Sgt. Pepper's Lonely Hearts Club Band de McCartney, y siguiendo la práctica usual del grupo, el sencillo no fue incluido en el LP (decisión de la cual Martin posteriormente se lamentaría).
La primera canción del álbum en ser grabada fue «When I'm Sixty-Four», un viejo tema de los tiempos del Cavern, el 16 de diciembre, aunque en un momento se tenía la intención de lanzarla como lado B de «Strawberry Fields Forever». El grupo no grabaría ninguna canción del álbum, hasta el 19 de enero de 1967, momento en el que se comenzó a grabar «A Day in the Life». La canción que le da el nombre al álbum, comenzó a ser grabada el 1 de febrero, terminándola ese mismo día. El 3 de febrero, el grupo volvió a trabajar en «A Day in the Life», en una sesión con duración similar a la del día anterior. Tanto McCartney como Starr regrabarían sus instrumentos, destacando que el desempeño en la batería de Starr en esta grabación sería posteriormente muy reconocido.

Convencimos a Ringo para que tocara tom-toms [en «A Day in the Life»]. Es sensacional. A él normalmente no le gustaba tocar como baterista guía, por decirlo así, pero lo preparamos para que lo hiciera. Luego le dijimos 'Vamos, eres asombroso, esto sonará realmente bien', y en efecto, lo fue.
Paul McCartney

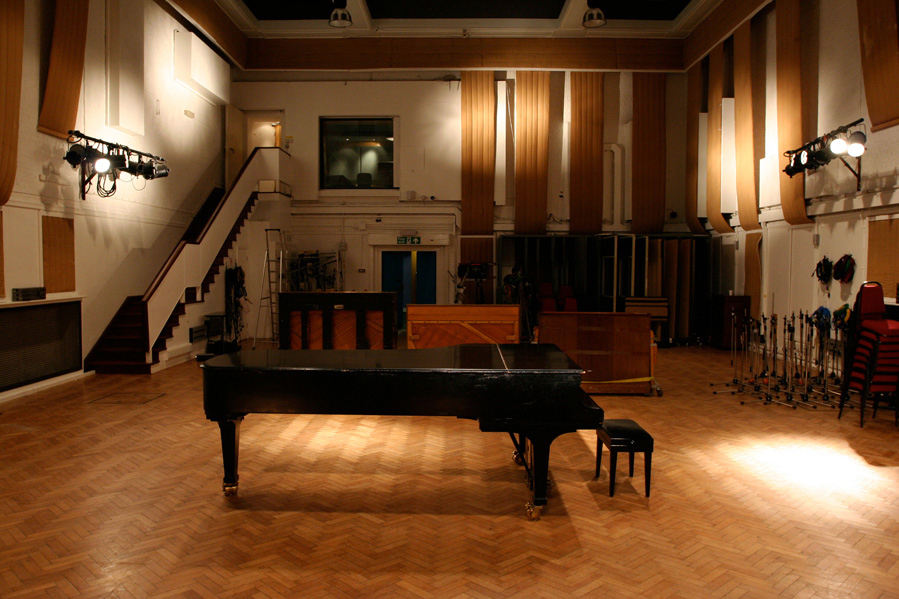
El estudio dos de los Abbey Road Studios, lugar en el que se grabaron la mayoría de las canciones del álbum.

La banda volvería a trabajar en el álbum el 8 de enero, en «Good Morning, Good Morning», la primera composición de Lennon en ser grabada. En el día posterior, se grabaría otra canción nueva: «Fixing a Hole». Cabe destacar la particularidad de que esta sesión de grabación, fue la primera en hacerse en dependencias diferentes a los de Abbey Road Studios, siendo en esta ocasión reemplazados por los Regent Sound Studios. En el 10 de febrero ocurriría una de las sesiones más significativas, día en el que retomaron «A Day in the Life», y grabando en esta sesión, la orquesta que rellena los veinticuatro compases. El costo de esta sesión serían 364 libras esterlinas y 10 chelines, algo excesivo para la época (5640 libras esterlinas en el 2014). Por si fuera poca la extravagancia, el grupo le pidió a los miembros de la orquesta que vistieran algún disfraz junto a sus trajes formales. Martin recordaría: «Dejé el estudio a las una en punto y al volver encontré a uno de los músicos, David McCallum (el padre del actor del mismo nombre) usando una nariz de payaso; y a Erich Gruenberg, el violinista principal, usando una pata de gorila en su mano derecha. Todos estaban usando sombreros graciosos y sorpresas de fiestas. ¡Yo simplemente me senté y me puse a reír!».
En el 13 y 14 de febrero, se graba «Only a Northern Song», una composición de Harrison. Sin embargo, el propio Harrison decidió dejarla de lado para grabar otra canción (aunque sería retomada igualmente el 20 de abril). En el 17 y 20 de febrero, se grabaría la primera de varias sesiones de «Being for the Benefit of Mr. Kite!». Martin quería añadir calíopes y órganos de vapor, para darle a la canción un auténtico sonido de circo, sin embargo, ninguno de los instrumentos requeridos pudieron ser encontrados. Debido a esto, el grupo buscó cintas que fueran de utilidad en la biblioteca de EMI. De esta manera, se extrajeron cintas de algunos calíopes, fueron cortadas y ordenadas aleatóriamente, y finalmente fueron reunidas o puestas al reverso. Sin embargo, a pesar de que diecinueve fragmentos de sonido fueron unidos, no serían añadidos a la canción hasta varios días después.
Para fines de febrero, se grabarían dos canciones nuevas, «Lovely Rita», y «Lucy in the Sky with Diamonds». Durante marzo, se grabaron las canciones «Getting Better», «She's Leaving Home», «Within You Without You», utilizando en esta última varios músicos indios. Además, otras canciones ya grabadas fueron pulidas, mientras que para finales del mes, se grabó «With a Little Help from My Friends». El reprise de la canción que abre el álbum, fue grabada en el 1 y 20 de abril en dos sesiones distintas, separadas por un pequeño descanso durante el cual McCartney viajó a los Estados Unidos. El álbum fue finalizado el 21 de abril, día en el que se grabó, en una sesión larga y desordenada, la broma que aparece al final del álbum. Geoff Emerick, ingeniero de sonido de EMI, estima que se ocuparon 700 horas en la grabación del LP, más de 30 veces que el tiempo ocupado en el primer álbum de los Beatles, Please Please Me. El costo final de la grabación fueron 25 000 libras esterlinas aproximadamente (más de 46 000 libras esterlinas de hoy en día).

### Instrumentación y efectos

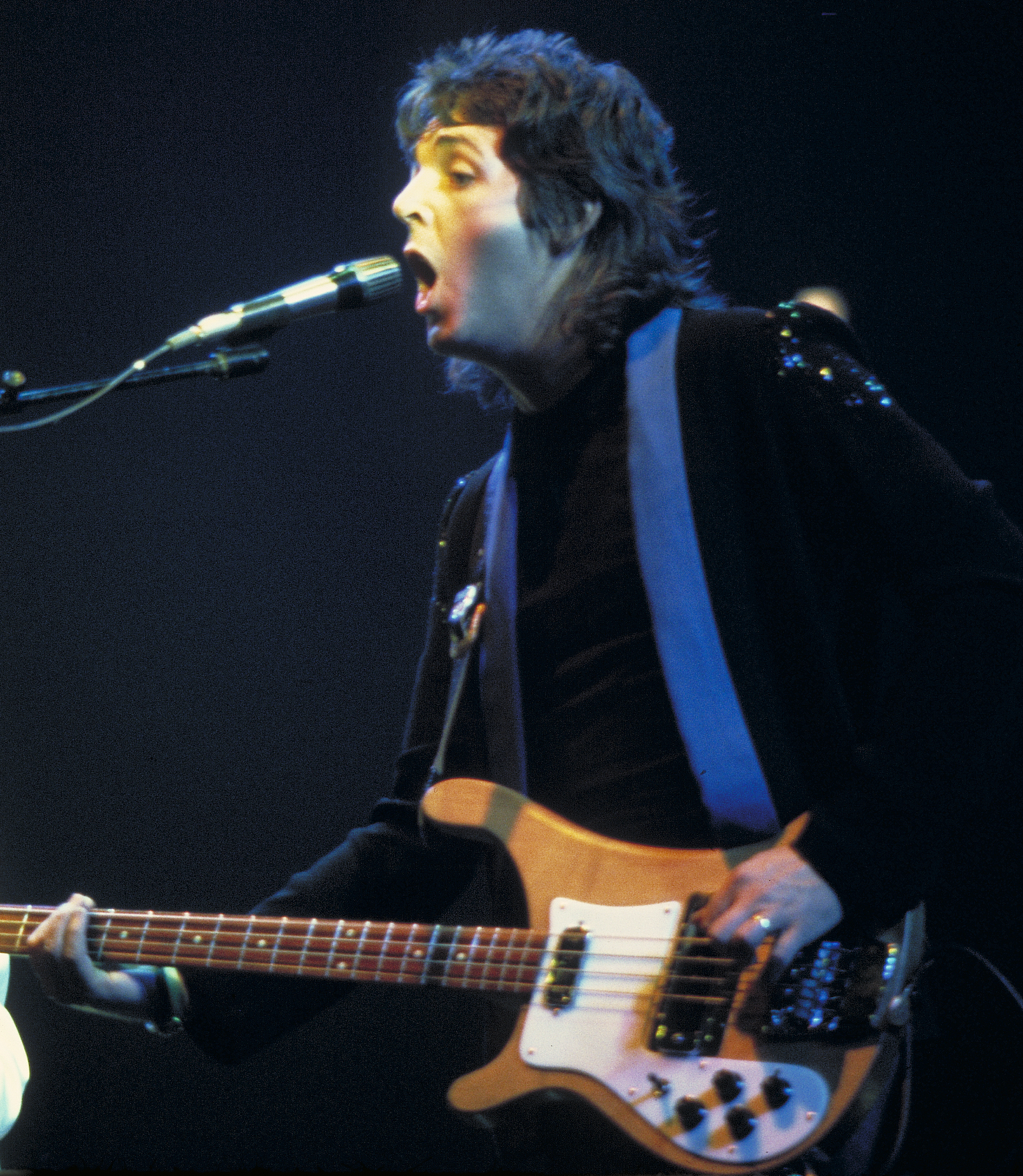
McCartney en 1976, tocando un bajo Rickenbacker 4001, el cual fue utilizado en casi todo Sgt. Pepper's.

McCartney ha afirmado constantemente que la gran influencia en la realización —ya sea instrumental o técnica— de Sgt. Pepper's fue el álbum Pet Sounds de The Beach Boys. Emerick observó que Pet Sounds era escuchado constantemente en el estudio de los Beatles por lo que él y los demás miembros de la producción pudieron captar el sonido que el grupo quería lograr. Además, llevó a McCartney a desarrollar un nuevo estilo de tocar el bajo, centrado en la melodía y no en el ritmo, estilo que prevalecería en muchas de sus grabaciones posteriores. George Martin también aseguraría que «sin Pet Sounds, Sgt. Pepper's no habría existido [...] Pepper fue un intento de igualar a Pet Sounds».
Al ser los artistas más exitosos de EMI, y una de las bandas más populares de ese momento, The Beatles tenían un acceso casi ilimitado a la tecnología de los Abbey Road Studios. Todas las piezas de Sgt. Pepper's, junto a otras canciones serían grabadas y editadas en sonido monoaural y estereofónico, mediante una grabadora de cuatro pistas. Como en sus álbumes precedentes, Sgt. Pepper's se grabó haciendo uso de una técnica llamada «reducción de mezclas», en la cual las canciones se grababan en una grabadora de cuatro pistas, que luego se mezclaban para ser incluidas en una de las cuatro pistas de una segunda grabadora principal. Eso le permitió a los ingenieros de sonido darle más libertad al grupo para grabar sus cada vez más complejas canciones.

Desde los días de Revolver, siempre se nos pedía hacer lo imposible, así que supimos que la palabra «no» no existía en el vocabulario de los Beatles.
Geoff Emerick

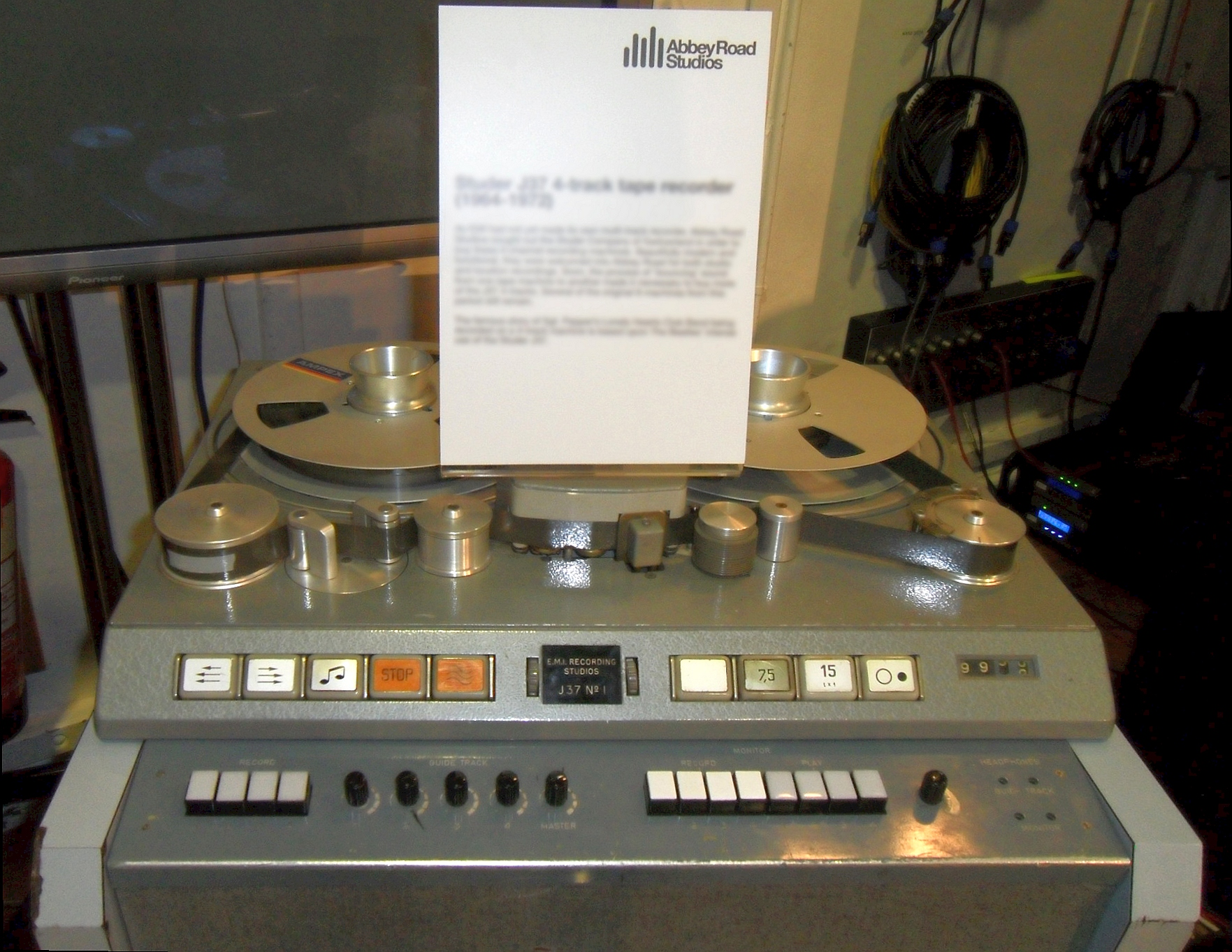
Esta grabadora Studer J37 fue usada para registrar Sgt. Pepper's.

Una parte fundamental en el contexto técnico de Sgt. Pepper's es el abundante uso por parte de Martin y sus ingenieros del procesamiento de señales en la realización de las grabaciones, entre los cuales se pueden encontrar la compresión de sonido, reverberación, y limitadores de sonido. También fueron utilizadas varias e innovadoras técnicas de grabación, tales como direct injection (que consiste en conectar un instrumento directamente a una consola de grabación), y varispeed (utilizada para variar la velocidad de una grabación con el fin de modificar la altura). Una de las técnicas más importantes fue el automatic double tracking (ADT), el cual consiste en el doblaje simultáneo del sonido mediante un magnetófono. Fue creado en 1966 por uno de los ingenieros de sonido, Ken Townsend, a petición de los Beatles, especialmente de Lennon, quien detestaba tener que grabar dos veces su voz. El ADT se masificaría rápidamente en el mundo musical. Otra técnica usada en el álbum, es el llamado pitch shifting, y se trata de la grabación de distintas pistas con ligeros cambios de velocidades en una grabadora multipistas. Fue ampliamente usada en sus voces en ese periodo y se utilizaría en partes de las pistas rítmicas de las canciones de Sgt. Pepper's —como en «Lucy in the Sky with Diamonds», en donde la pista cambia de 49 ciclos por segundo a 45— dándoles un sonido más denso y difuso. También se usaron efectos modulares relativamente recientes, como voces e instrumentos ejecutados a través de un altavoz Leslie.
El lanzamiento británico de Sgt. Pepper's fue el primer álbum pop sin los silencios característicos que separaban las canciones de las demás. Las canciones están prácticamente unidas entre sí (el reprise de «Sgt. Pepper's» empieza a oírse antes de que haya acabado «Good Morning, Good Morning»), dando la impresión de una continua presentación en vivo. En el álbum se hace uso de varios instrumentos de teclado. McCartney toca un piano de cola en «A Day in the Life», y un órgano Lowrey en «Lucy in the Sky with Diamonds». Mientras que Martin toca un pianet (una clase de piano electromecánico) en «Getting Better», un clavecín en «Fixing a Hole» y un armonio en «Being for the Benefit of Mr. Kite!». En la misma última canción, Lennon hace lo suyo con un órgano Hammond.

## Embalaje

### Portada
La portada del Sgt. Pepper sería diseñada por los artistas pop británicos Peter Blake y Jann Haworth. Respecto a su concepción, Blake diría: «ofrecí la idea de que si ellos acabarán de tocar un concierto en el parque, la portada podría ser una fotografía del grupo justo después del concierto con el público que acababa de ver el concierto, mirándolos». Añadiendo que, «si hiciéramos esto usando recortes de cartón, podría ser un público mágico de quienquiera ellos quisieran». De acuerdo a McCartney, el mismo habría dado el boceto en que Blake y Haworth basaron el diseño. La portada sería fotografiada por Michael Cooper, estando la dirección de arte a cargo de Robert Fraser.
La portada incluye un colorido collage de los Beatles disfrazados como la Sgt. Pepper's Lonely Hearts Club Band, posando frente a un grupo de figuras de cartón a tamaño real de gente famosa. Cada uno de los Beatles lleva un prominente bigote, esto después de que Harrison se dejará crecer uno como disfraz durante su visita a India. Los bigotes reflejan la gradual influencia del movimiento hippie en la forma de vestir, mientras que los trajes del grupo, en palabras de Gould, «parodiaron la moda de las vestimentas militares en Gran Bretaña».
El vestuario de los músicos fue creado por la casa inglesa de diseño Berman.El año anterior el cantante y actor Elvis Presley había lucido un atuendo similar para la película Frankie and Johnny.  Entre los rostros célebres se encontraban Marilyn Monroe, Marlon Brando, Mae West, Charles Chaplin, Albert Einstein, Edgar Allan Poe, Aleister Crowley, Bob Dylan, Oscar Wilde, Karl Marx, D.H. Lawrence y hasta Shirley Temple. Además en una esquina se puede apreciar una muñeca con un jersey de lana con la oración "Welcome to The Rolling Stones", haciendo referencia a la banda inglesa formada por Mick Jagger y Keith Richards.
El disco fue el primero en la historia que contenía las letras de las canciones en el estuche, lo cual se debió a una propuesta de un profesor de inglés madrileño, Juan Carrión Gañán, quien acudió a Almería en 1966 para encontrarse con John Lennon, el cual entonces se encontraba en dicha provincia grabando la película Cómo gané la guerra entre el cabo de Gata y las ramblas de Tabernas. The Beatles lo consideraron innovador y aceptaron de buen grado la propuesta. Esta historia inspiró la película Vivir es fácil con los ojos cerrados, de David Trueba, ganadora del Premio Goya a la Mejor Película en 2013.

## Recepción

### Contemporánea
El lanzamiento de Sgt. Pepper coincidió con un periodo donde, con la llegada de un dedicado periodismo de rock, los críticos buscaban reconocer la artisticidad en la música pop, particularmente en las obras de los Beatles, e identificar el álbum como una refinada declaración artística. En Estados Unidos, esta búsqueda aumentaría con el lanzamiento del sencillo «Strawberry Fields Forever»/«Penny Lane», y sería ejemplificada con el programa de televisión Inside Pop: The Rock Revolution de Leonard Bernstein, emitido por CBS en abril de 1967. Tras el lanzamiento del sencillo de The Beatles, en palabras del autor Bernard Gendron, una «locura discursiva» ocurrió cuando Time, Newsweek y otras publicaciones del mainstream cultural dieron exponencialmente su «extasiada aprobación a los Beatles».
La vasta mayoría de reseñas contemporáneas a Sgt. Pepper fueron positivas, con el álbum recibiendo un amplio reconocimiento crítico. De acuerdo a Schaffner, este consenso sería correctamente resumido por Tom Phillips en The Village Voice, cuando llamó al disco «el más ambicioso y más exitoso álbum jamás publicado». Entre la prensa pop de Reino Unido, Peter Jones de Record Mirror describiría al álbum como «ingenioso y brillante, de estridente a conmovedor y visceversa», mientras que el crítico de Disc and Music Echo lo llamaría «un hermosos y potente registro, único, ingenioso, e impresionante».

### Retrospectiva
Pese a que pocos periodistas coincidieron inicialmente con la crítica de Richard Goldstein al álbum, muchos de estos terminarían por apreciar sus opiniones a principios de los 1980. En su libro de 1979 Stranded: Rock and Roll for a Desert Island, Greil Marcus describiría a Sgt. Pepper como «juguetón pero artificial» y «una tumba Day-Glo para su tiempo». Declarando que el álbum se «estrangula en su propia vanidad» mientras se «justifica por ser mundialmente aclamado». Lester Bangs —apodado como el abuelo del periodismo de punk rock— escribiría en 1981 que «Goldstein estaba bien en su tan despreciada reseña […] prediciendo que esta grabación tenía el poder de destruir casi por si misma el rock and roll». También añadiría que: «en los sesentas el rock and roll comenzó a pensar de si mismo como una “forma de arte”. Rock and roll no es una “forma de arte”; rock and roll es un crudo grito desde el fondo de las tripas».
En 1976, para un artículo de The Village Voice, Christgau revisaría las «supuestas obras de arte trascendentales» del año 1967, mencionando que Sgt. Pepper parecía «atado a un momento» en medio de la música culturalmente importante de ese año que había «envejecido en un sentido de que habla con una inusualmente específica elocuencia de un único punto de la historia». Sobre la «docena de ciertamente buenas canciones» Christgau expresó que: «sin embargo están muy precisamente ejecutadas, pero no me quejaré».

## Edición Súper Deluxe
En 2017 como parte del relanzamiento de aniversario del álbum de la banda, se lanzó un box set Super Deluxe del álbum Sgt. Pepper’s Lonely Hearts Club Band (siendo el primero que se conmemora el cincuenta aniversario). También contiene un libro.
- Disco Uno: Remezcla estéreo del álbum original
- Disco Dos: Lo más destacado de la sesión, secuenciado en orden cronológico de sus primeras fechas de grabación, además de mezclas estéreo de «Strawberry Fields Forever» y «Penny Lane»
- Disco Tres: Sesiones
- Disco Cuatro: Mezcla mono de 1967 del álbum original, con seis pistas extras

## Lista de canciones
Todas las canciones escritas y compuestas por Lennon-McCartney, excepto «Within You Without You» por George Harrison. Duración de las canciones y vocalistas principales de acuerdo a Mark Lewisohn e Ian MacDonald.

| Cara uno |                                         |                      |          |  |
| N.º      | Título                                  | Vocalista principal  | Duración |  |
| 1.       | «Sgt. Pepper's Lonely Hearts Club Band» | McCartney            | 2:00     |  |
| 2.       | «With a Little Help from My Friends»    | Ringo Starr          | 2:42     |  |
| 3.       | «Lucy in the Sky with Diamonds»         | Lennon               | 3:28     |  |
| 4.       | «Getting Better»                        | McCartney            | 2:48     |  |
| 5.       | «Fixing a Hole»                         | McCartney            | 2:36     |  |
| 6.       | «She's Leaving Home»                    | McCartney con Lennon | 3:25     |  |
| 7.       | «Being for the Benefit of Mr. Kite!»    | Lennon               | 2:37     |  |
| 19:34    |                                         |                      |          |  |

| Cara dos |                                                   |                             |          |  |
| N.º      | Título                                            | Vocalista principal         | Duración |  |
| 1.       | «Within You Without You»                          | Harrison                    | 5:05     |  |
| 2.       | «When I'm Sixty-Four»                             | McCartney                   | 2:37     |  |
| 3.       | «Lovely Rita»                                     | McCartney                   | 2:42     |  |
| 4.       | «Good Morning Good Morning»                       | Lennon                      | 2:42     |  |
| 5.       | «Sgt. Pepper's Lonely Hearts Club Band (Reprise)» | Lennon, McCartney, Harrison | 1:18     |  |
| 6.       | «A Day in the Life»                               | Lennon con McCartney        | 5:38     |  |
| 20:02    |                                                   |                             |          |  |

## Personal
| The Beatles - John Lennon: voz solista, segunda voz, armonía vocal; guitarra rítmica, guitarra solista (When I'm 64); guitarra acústica, guitarra rítmica acústica (Lovely Rita); bajo (Fixing A Hole) órgano, armónica, armónica baja (Being For The Benefit Of Mr. Kite); tape loops, efectos de sonido, peine y papel (Lovely Rita); palmadas, pandereta, maracas (Lucy In The Sky With Diamonds); acorde final Mi en piano (A Day In The Life) - Paul McCartney: voz solista, segunda voz, armonía vocal; bajo, guitarra rítmica (Sgt. Pepper's Lonely Hearts Club Band); guitarra líder, piano, órgano Hammond (Sgt. Pepper's Lonely Hearts Club Band (Reprise)); clavecín (Fixing A Hole); órgano Lowrey (Lucy In The Sky With Diamonds); vocalizaciones, tape loops, efectos de sonido, peine y papel (Lovely Rita); bombo (Good Morning, Good Morning); acorde final Mi en piano y dirección de orquesta (A Day In The Life) - George Harrison: guitarra solista, guitarra acústica, guitarra rítmica acústica (Lovely Rita); voz solista (Within You, Without You), segunda voz, armonía vocal; sitar (Within You, Without You); tanpura, palmadas, pandereta (Good Morning, Good Morning); maracas (A Day In The Life); armónica, armónica baja (Being For The Benefit Of Mr. Kite); peine y papel (Lovely Rita) - Ringo Starr: batería; voz solista; congas, pandereta, maracas, palmadas, campanas tubulares (When I'm 64), armónica (Being For The Benefit Of Mr. Kite); peine y papel (Lovely Rita); acorde final Mi en piano (A Day In The Life) | Producción - George Martin: producción, mezclas; tape loops y efectos de sonido - Geoff Emerick: ingeniero de sonido, mezclas; tape loops y efectos de sonido - Robert Fraser: dirección artística del álbum - Peter Blake: diseño del álbum - Jann Haworth: diseño del álbum - Michael Cooper: fotografía de la portada, contraportada e interior del álbum - Simon Posthuma y Marijke Koger (del colectivo artístico neerlandés The Fool): diseño artístico de la funda interior del álbum |

Músicos adicionales
- Neil Aspinall: armónica (Being For The Benefit Of Mr. Kite) y tanpura (Within You, Without You)
- Mal Evans: armónica (Being For The Benefit Of Mr. Kite); cuenta regresiva, reloj despertador y acorde final Mi en piano (A Day In The Life)
- Matthew Deyell: pandereta
- George Martin: clavecín (Fixing A Hole); órgano Hammond, armonio, glockenspiel, órgano Lowrey y órgano Wurlitzer (Being For The Benefit Of Mr Kite), piano, acorde final Mi en armonio (A Day In The Life)
- Cuarteto de cornos franceses: con arreglos y dirección orquestal de George Martin y Paul McCartney (en «Sgt. Pepper's Lonely Hearts Club Band»)
- Sección de cuerdas y arpa: con arreglos de Mike Leander y dirección orquestal de George Martin (en «She's Leaving Home»)
- Armonio, tabla, sitar, dilruba, ocho violines y cuatro violonchelos: con arreglos y dirección orquestal de George Harrison y George Martin (en «Within You Without You»)
- Trío de dos clarinetes y un clarinete bajo: con arreglos y dirección orquestal de George Martin y Paul McCartney (en «When I'm Sixty-Four»)
- Trío saxofones, dúo de trombones, corno francés: con arreglos y dirección orquestal de John Lennon y Paul McCartney (en «Good Morning Good Morning»)
- Orquesta de 40 músicos (cuerdas, viento-metal, viento-madera y percusión): con arreglos de George Martin, John Lennon y Paul McCartney; y dirección orquestal de George Martin y Paul McCartney (en «A Day in the Life»)

## Posición en las listas de éxitos
| País           | Lista (1967)        | Posición más alta | Semanas en la 1.ª pos. |
| -------------- | ------------------- | ----------------- | ---------------------- |
| Reino Unido    | Record Retailer     | N.º 1             | 27                     |
| Reino Unido    | New Musical Express | N.º 1             |                        |
| Reino Unido    | Melody Maker        | N.º 1             |                        |
| Estados Unidos | Billboard           | N.º 1             | 15                     |
| Estados Unidos | Record World        | N.º 1             |                        |
| Estados Unidos | Cash Box            | N.º 1             |                        |